# Euspilotus insertus
Euspilotus insertus är en skalbaggsart som först beskrevs av J. L. Leconte 1851.  Euspilotus insertus ingår i släktet Euspilotus och familjen stumpbaggar. Inga underarter finns listade i Catalogue of Life.